# Wilhelm Oncken
Wilhelm Oncken, né à Heidelberg (Grand-duché de Bade) le 19 décembre 1838 et mort à Giessen le 11 août 1905 est un historien allemand, une personnalité politique, un membre du Reichstag de l'Empire allemand (5 février 1874 - 22 décembre 1876).

## Biographie
L'historien prussien « Christian Friedrich Georg Wilhelm Oncken » était le frère de l'économiste August Oncken (de). Il s'est diplômé à l'Université de Giessen.
De sentiments libéraux, il considérait que l'étude de l'histoire - à partir de la Grèce antique, jusqu'à la Prusse - faisait partie de l'éducation politique et patriotique nationale. À l'Université de Heidelberg il fut professeur extraordinaire et, à partir de 1870, professeur ordinaire d'histoire à l'Université de Giessen.
Il traita largement de la démocratie à Athènes et son intérêt pour les méthodes et les ordonnances, réalisés par la démocratie dans la Grèce antique, était étroitement lié au processus unitaire national allemand - auquel Oncken donna son aide - mais il passa « d'un humanisme libéral au principe de l'État national comme méthode et mesure d'interprétation historique, à l'héroïsation de l'empereur allemand ».
En 1873 il a représenté la ville de Giessen à la diète de la province de Hesse-Nassau.
Oncken a préparé l'édition de l'Histoire générale en monographies (de), œuvre historique imposante, réalisée par des écrivains allemands, divisée en monographies et éditée en fascicules plus tard rassemblés en 45 volumes (1876-1893). Cette œuvre fut traduite en italien à la fin du XIXe siècle et éditée par Leonardo Vallardi.
Il a écrit des articles biographiques pour l'Allgemeine Deutsche Biographie.

## Œuvres
- (de) Isokrates und Athen : Beitrag zur Geschichte der Einheits- und Freiheits-Bewegung in Hellas : mit einem Anhange über die Abfassungszeit der Rede vom Frieden und den Ausbruch des athenischen Bundesgenossenkrieges im J. 357, Heidelberg, A. Emmerling, 1862.
- (de) Athen und Hellas : Forschungen zur nationalen und politischen Geschichte der alten Griechen, Leipzig, W. Engelmann, 1865-1866, vol. i-ii.
- (de) Die Staatslehre des Aristoteles in historisch-politischen Umrissen : ein Beitrag zur Geschichte der hellenischen Staatsidee und zur Einführung in die aristotelische Politik, Leipzig, W. Engelmann, 1870-1875, vol. i-ii.
- (de) Österreich und Preußen im Befreiungskriege : urkundliche Aufschlüsse über die politische Geschichte des Jahres 1813, Berlin, Grote, 1876, vol. i-ii, réédition 2013[4].